# Children Mustn't Smoke
Children Mustn't Smoke è un cortometraggio muto del 1911 diretto da Lewin Fitzhamon e interpretato da Hay Plumb, un attore-regista che girò numerose comiche per la Hepworth che avevano come protagonista l'agente "Occhio di falco".

## Trama
L'agente "Occhio di falco" cerca di far rispettare la legge impedendo ai bambini di fumare.

## Produzione
Il film fu prodotto dalla Hepworth.

## Distribuzione
Distribuito dalla Hepworth, il film - un cortometraggio di 99,06 metri - uscì nelle sale cinematografiche britanniche nel marzo 1911.
Si conoscono pochi dati del film che, prodotto dalla Hepworth, fu distrutto nel 1924 dallo stesso produttore, Cecil M. Hepworth. Fallito, in gravissime difficoltà finanziarie, il produttore pensò in questo modo di poter almeno recuperare il nitrato d'argento della pellicola.